# Hottot-les-Bagues
Hottot-les-Bagues település Franciaországban, Calvados megyében. Lakosainak száma 461 fő (2022. január 1.). Hottot-les-Bagues Juvigny-sur-Seulles, Lingèvres, Saint-Vaast-sur-Seulles, Tilly-sur-Seulles és Aurseulles községekkel határos.

## Népesség
A település népességének változása:
| Lakosok száma | 323  | 406  | 469  | 493  | 480  | 485  | 480  | 476  | 468  | 461  |
|               | 1968 | 1990 | 2006 | 2011 | 2015 | 2016 | 2018 | 2019 | 2021 | 2022 |